# Dąbrowa Tarnowska

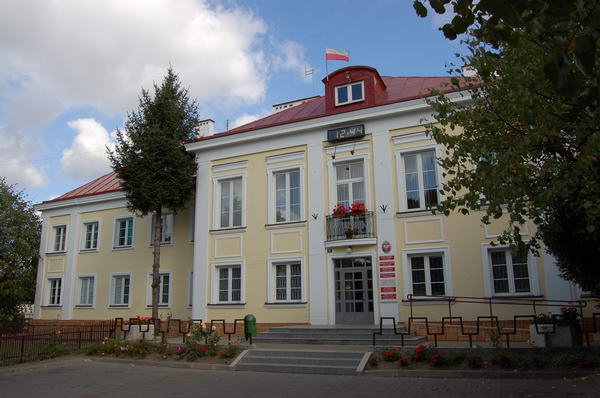
Ayuntamiento.

Ciudad del voivodato de Pequeña Polonia, en Polonia. Está situada unos 16 kilómetros (10 mi) al norte de Tarnów, y es la capital del condado homónimo.

## Galería de imágenes

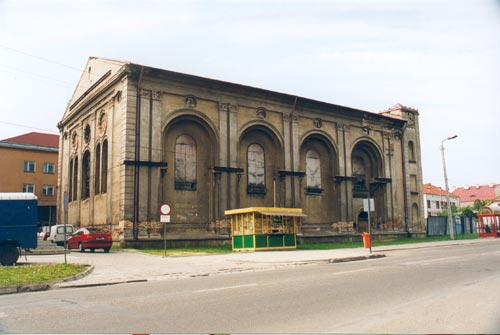
Sinagoga
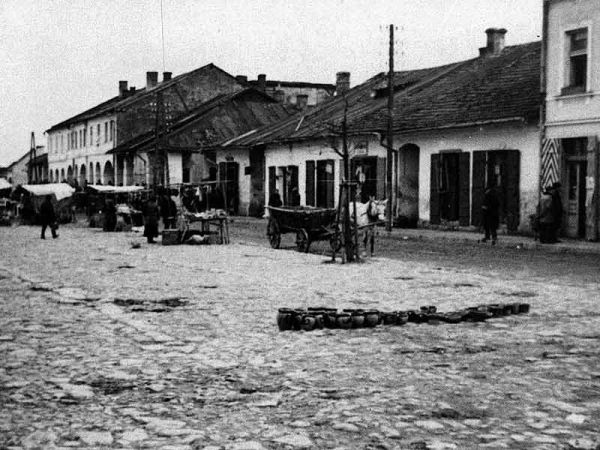
Plaza del Mercado
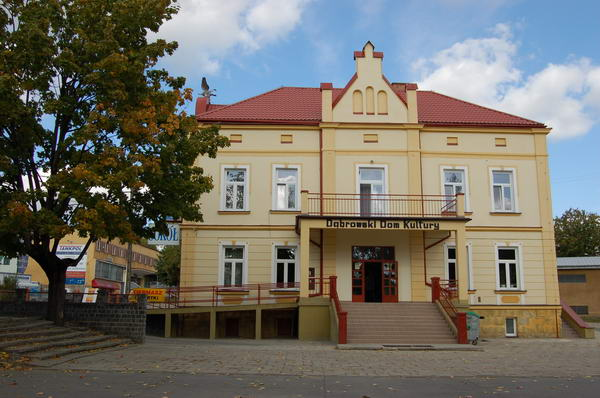
Casa de la Cultura

- Datos: Q324971
- Multimedia: Dąbrowa Tarnowska / Q324971

1. ↑  Worldpostalcodes.org,código postal n.º 33-200.